# لويجي بونجيوفاني
لويجي بونجيوفاني (بالإيطالية: Luigi Bongiovanni)‏ هو قائد عسكري إيطالي. تولى حكم مستعمرة برقة الإيطالية من ديسمبر 1922 إلى مايو 1924.
كان قائد الفيلق السابع التابع للجيش الثاني الإيطالي خلال معركة كابوريتو في الحرب العالمية الأولى كما شارك قبل ذلك في ثورة الملاكمين في الصين وفي الحرب التركية الإيطالية في ليبيا.